# Palliduphantes carusoi
Palliduphantes carusoi là một loài nhện trong họ Linyphiidae.
Loài này thuộc chi Palliduphantes. Palliduphantes carusoi được Paolo Marcello Brignoli miêu tả năm 1979.